# Tullius Iustus
Tullius Iustus (sein Praenomen ist nicht bekannt) war ein im 1. Jahrhundert n. Chr. lebender römischer Politiker.
Durch einen Brief (Epistulae X, 58, 10) von Plinius an Trajan (98–117) ist belegt, dass Iustus Statthalter (Proconsul) in der Provinz Bithynia et Pontus war; er amtierte während der Regierungszeit von Nerva (96–98), vermutlich im Amtsjahr 96/97, in der Provinz.